# Przetacznik bluszczykowy

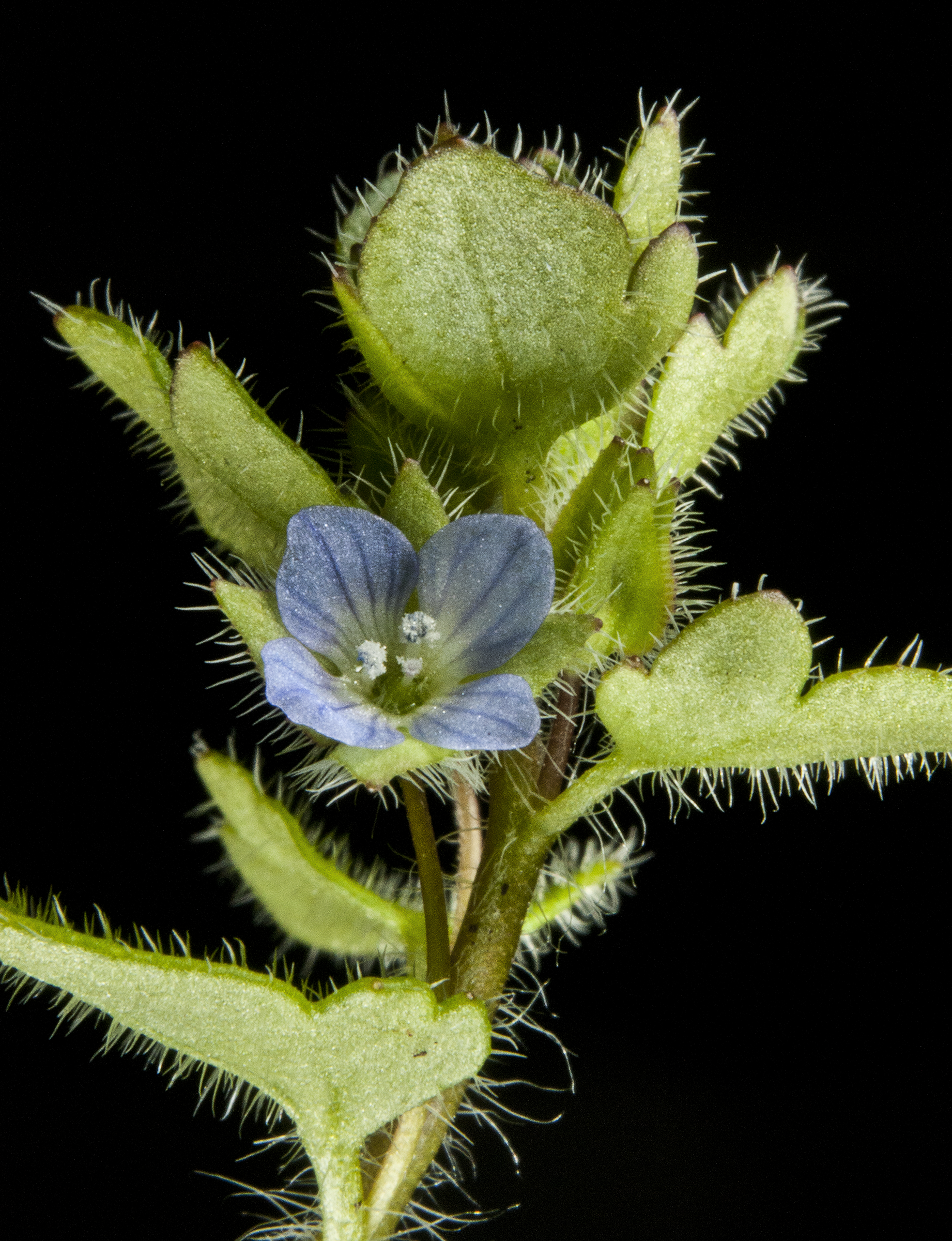
Przetacznik bluszczykowy

Przetacznik bluszczykowy (Veronica hederifolia L.) – gatunek rośliny należący do rodziny babkowatych (Plantaginaceae), przy czym dawniej wyróżniany był jako gatunek zbiorowy V. hederifolia aggr. (współcześnie odpowiadający podsekcji Cochlidiosperma w ramach rodzaju przetacznik Veronica), natomiast współcześnie jest zwykle jednym z pięciu drobnych gatunków w jego obrębie. Występuje w Europie, na Kaukazie, w Azji Mniejszej, zachodniej Azji, na Bliskim Wschodzie oraz w północno-zachodniej Afryce. Roślina została także zawleczona do Ameryki Północnej i Azji Wschodniej, gdzie ma status gatunku inwazyjnego. W Polsce gatunek jest rozpowszechniony (w szerokim ujęciu reprezentowany jest przez takson typowy oraz dwa drobne gatunki – przetacznik blady V. sublobata i trójklapowy V. triloba). Występuje zwykle jako chwast w uprawach.
Gatunek jest utrwalonym mieszańcem przetacznika bladego i przetacznika trójklapowego.

## Systematyka
Takson należy do podrodzaju Cochlidiosperma (Rchb.) M. M. Mart. Ort. & Albach obejmującego 12 gatunków. Ze względu na specyficzną budowę owoców i nasion podrodzaj ten w latach 80. XX wieku proponowano wyodrębnić jako osobny rodzaj Cochlidiosperma (Rchb.) Rchb. (stąd synonim Cochlidiosperma hederifolia), ale nie zostało to przyjęte, a późniejsze analizy molekularne potwierdziły zagnieżdżenie tej grupy wewnątrz rodzaju Veronica.
W obrębie podrodzaju V. hederifolia jest jednym z pięciu gatunków tworzących podsekcję subsect. Cochlidiosperma (Rchb.) Albach, które przez znaczną część XX wieku i czasem też jeszcze w XXI wieku klasyfikowane bywają jako gatunek zbiorowy przetacznik bluszczykowy V. hederifolia aggr. Podział gatunku zbiorowego zaproponował jako pierwszy Manfred Fischer w latach 70. XX w. Gatunek V. hederifolia w wąskim ujęciu (sensu stricto) odpowiada podgatunkowi nominatywnemu V. hederifolia subsp. hederifolia w ujęciu szerokim.
Gatunki z podsekcji Cochlidiosperma wraz z synonimami odpowiadającymi szerokiemu ujęciu V. hederifolia (taksony wewnątrzgatunkowe opisywane były zarówno w randze podgatunków, jak i odmian): 
- V. hederifolia L. (≡ V. hederifolia subsp. hederifolia) – przetacznik bluszczykowy
- V. sibthorpioides Deb. (≡ V. hederifolia subsp. sibthorpioides (Debeaux ex Degen & Herv.) Walters)
- V. stewartii Pennell (≡ V. hederifolia subsp. stewartii (Pennell) Elenevsky)
- V. sublobata M. A. Fisch. (≡ V. hederifolia subsp. lucorum (Klett & Richt.) Hartl) – przetacznik blady
- V. triloba Opiz (≡ V. hederifolia subsp. triloba (Opiz) Čelak) – przetacznik trójklapowy

## Rozmieszczenie geograficzne
V. hederifolia sensu stricto ma najszerszy zasięg spośród wszystkich pięciu drobnych gatunków wyróżnianych w ramach V. hederifolia aggr. Występuje na rozległym obszarze Europy (z wyjątkiem północnej części Półwyspu Skandynawskiego oraz północnej i środkowej części europejskiej Rosji), rośnie w Afryce północno-zachodniej (od Wysp Kanaryjskich i Maroka po Libię) oraz w zachodniej i środkowej Azji (od Turcji i Cypru po Izrael, Jordanię, Irak, Iran i dalej w Azji Środkowej: Kazachstan, Kirgistan, Turkmenistan i Uzbekistan). Jako gatunek zawleczony w wielu krajach rozprzestrzenia się inwazyjnie, np. w Finlandii, Japonii i wschodnich Chinach. Występuje w Ameryce Północnej, głównie we wschodniej i północno-zachodniej części Stanów Zjednoczonych, w południowo-wschodniej i południowo-zachodniej Kanadzie, w Nowej Zelandii i Australii.
Z drobnych gatunków wchodzących w skład V. hederifolia aggr. do szerzej rozpowszechnionych należą: przetacznik trójklapowy V. triloba i blady V. sublobata. Przetacznik trójklapowy rośnie w całej Europie południowej i sięga na północ do Francji, południowych Niemiec, Polski i Ukrainy, poza Europą gatunek ten rośnie w Turcji, Libanie i Syrii. Przetacznik blady występuje w centrum Europy – od Francji i Wielkiej Brytanii na zachodzie po kraje bałtyckie, Białoruś i Ukrainę na wschodzie. Granica północna biegnie przez Danię i Finlandię, a południowa przez Włochy, Albanię i Bułgarię. Pozostałe dwa gatunki mają stosunkowo niewielkie zasięgi – V. sibthorpioides występuje w południowo-wschodniej Hiszpanii i północno-zachodniej Afryce – od Maroka na zachodzie do Tunezji na wschodzie, a V. stewartii w zachodnich Himalajach, Afganistanie i Pakistanie.
W Polsce rozpowszechniony (z wyjątkiem północno-wschodniej części kraju) jest przetacznik bluszczykowy V. hederifolia sensu stricto i przetacznik blady V. sublobata. Z pojedynczych stanowisk w południowej części kraju znany jest też przetacznik trójklapowy.

## Morfologia

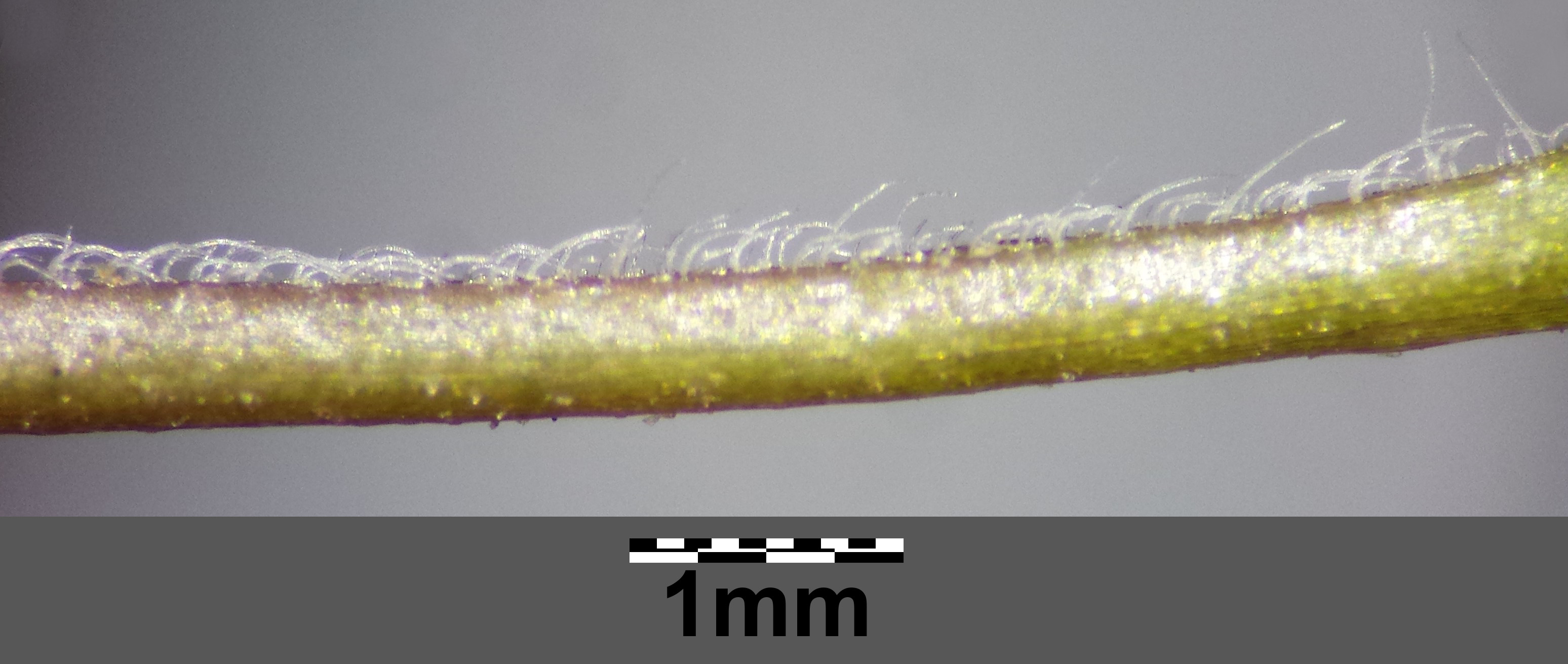
Szypułka kwiatowa z pasmem włosków

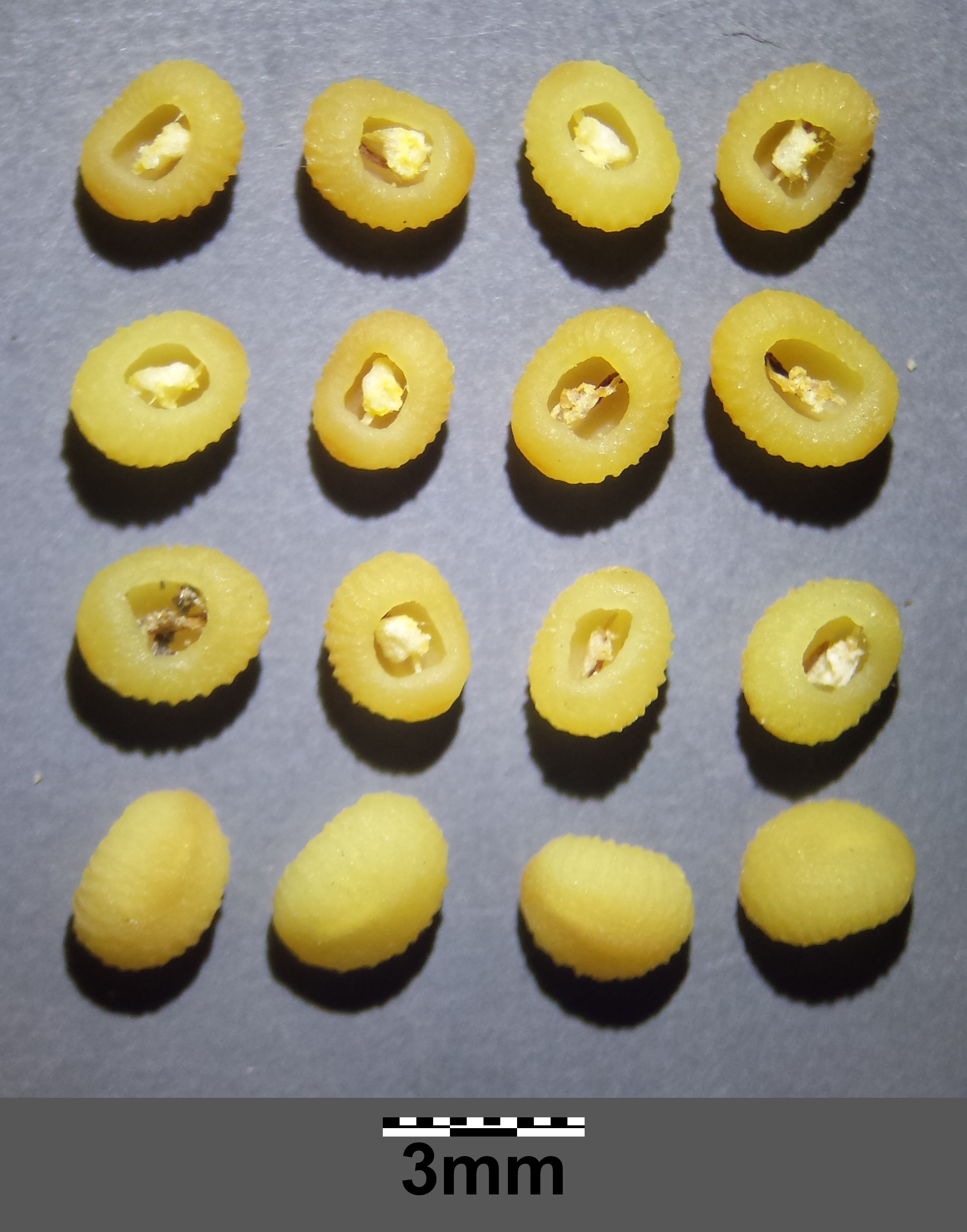
Nasiona

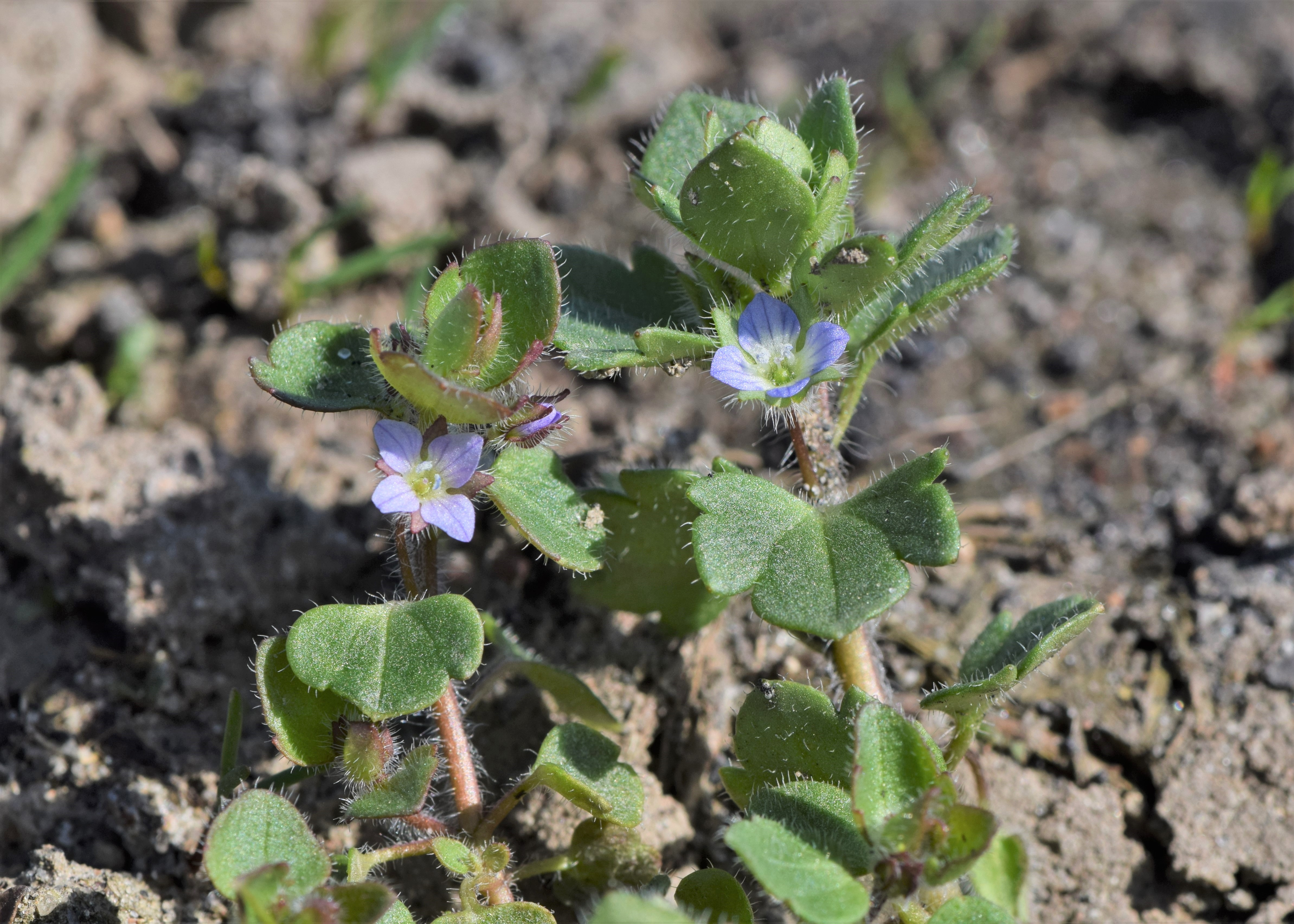
Przetacznik blady (po lewej) i bluszczykowy (po prawej)

Charakterystyka dotyczy V. hederifolia sensu stricto. Istotnie odmienne cechy budowy innych drobnych gatunków z grupy V. hederifolia aggr. wymieniono w końcu sekcji. 
PokrójRoślina zielna o łodydze pokładającej się lub podnoszącej (za młodu wzniesionej), osiągającej od kilku do 40, czasem 50 cm długości. W dolnej części łodyga jest rozłożyście rozgałęziona, rzadko pojedyncza, na przekroju jest obła. Pokryta jest zwykle luźno prostymi, nie gruczołowatymi włoskami.
LiścieSkrętoległe (tylko pierwsze wyrastają naprzeciwlegle w kilku parach). Osadzone są na krótkich (3–6 mm), rozszerzających się na końcach ogonkach. Blaszki są w ogólnym zarysie okrągławe, u nasady ucięte, z trzema lub częściej pięcioma klapami, z których środkowa jest największa (przy tym jest zwykle szersza niż dłuższa), a boczne klapy są coraz mniejsze ku nasadzie liścia. Długość blaszki wynosi do 15, rzadziej 20 mm, a szerokość do 16, rzadziej 25 mm. Blaszka zwykle jest nieco mięsista i ciemnozielona, na powierzchni jest z rzadka pokryta prostymi włoskami.
KwiatyWyrastające pojedynczo w pachwinach liści, często wzdłuż niemal całej łodygi. Kwiaty rozwijają się na szypułkach, które są w czasie kwinienia zwykle co najwyżej 2 razy dłuższe od działek kielicha, a po przekwitnieniu wydłużają się stając się do 4 razy dłuższymi od kielicha – osiągają zwykle 9–15, czasem do 20 mm długości. Szypułka jest naga z wyjątkiem doosiowej strony, na której znajduje się pasmo włosków (nie tak krótkich jak u V. triloba i nie tak długich jak u V. sublobata). Działki kielicha cztery, zaostrzone, długości 5–6 mm, nagie na powierzchni, ale orzęsione na krawędziach, z włoskami 0,9–1,2 mm długości. Korona czteropłatkowa, barwy jasnoniebieskiej z białawym środkiem, o średnicy 5–9 mm. Na płatkach znajdują się ciemniejsze żyłki, których zwykle jest w sumie 20–22. Pręciki niebieskie, długości 0,7 do 1,2 mm. Słupek od 0,7 do 1,1 mm długości.
OwoceNagie, jajowate torebki na przekroju koliste, osiągające 3–4 mm szerokości i 4–6 mm wysokości. Zawierają pojedyncze nasiona w komorach (w sumie jest ich od 1 do 4). Nasiona są jasnożółte, elipsoidalne do kulistawych, urnowate, do ok. 3 mm długości, słabo pomarszczone, poza tym gładkie. Wewnątrz urnowatego zagłębienia nasienia znajduje się elajosom.

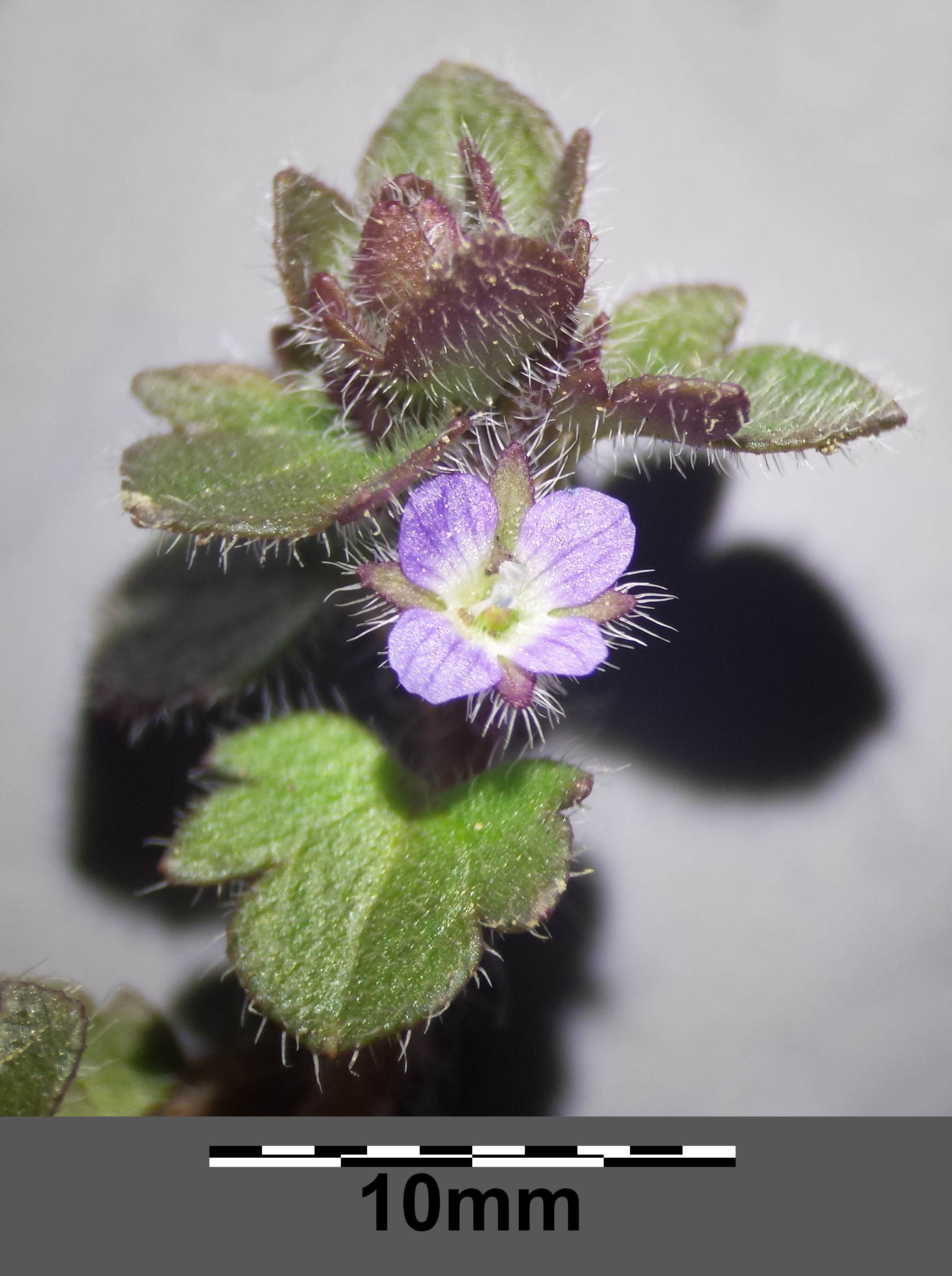
Pęd z kwiatem
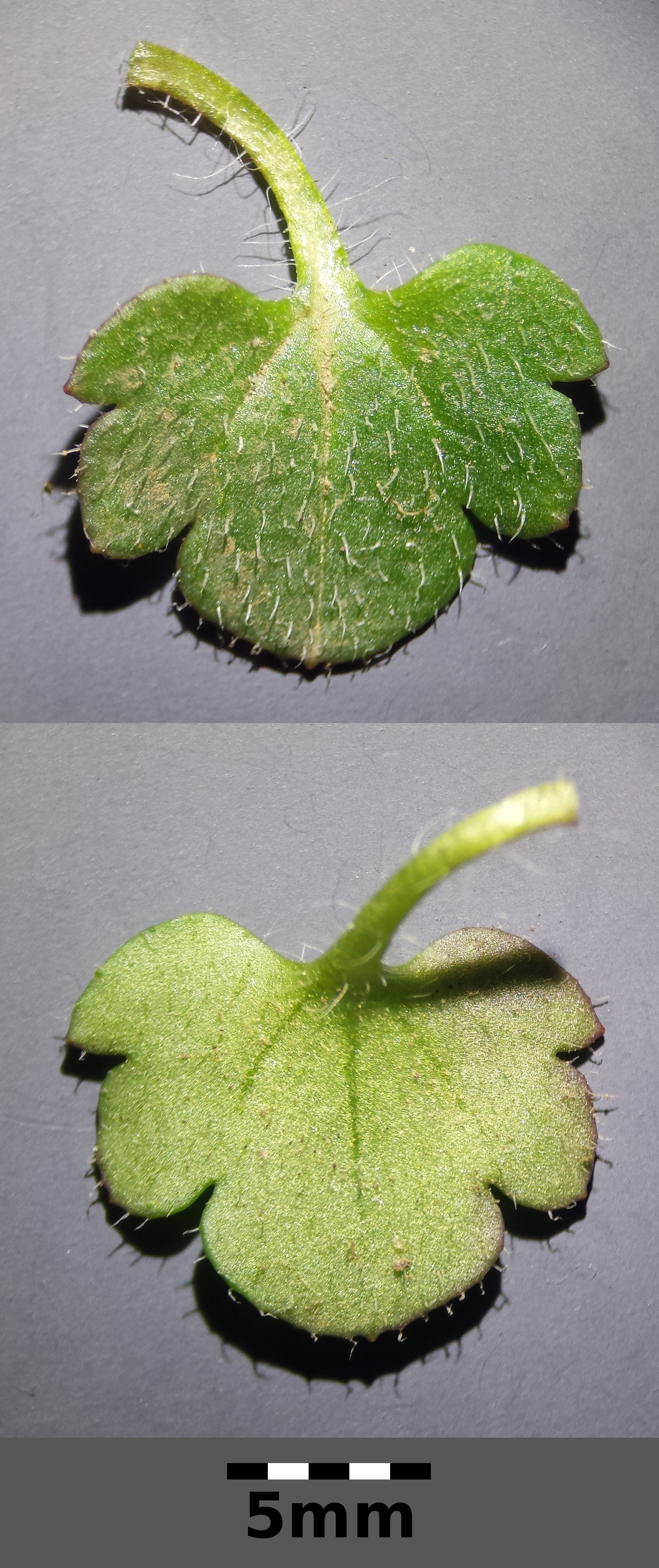
Liście
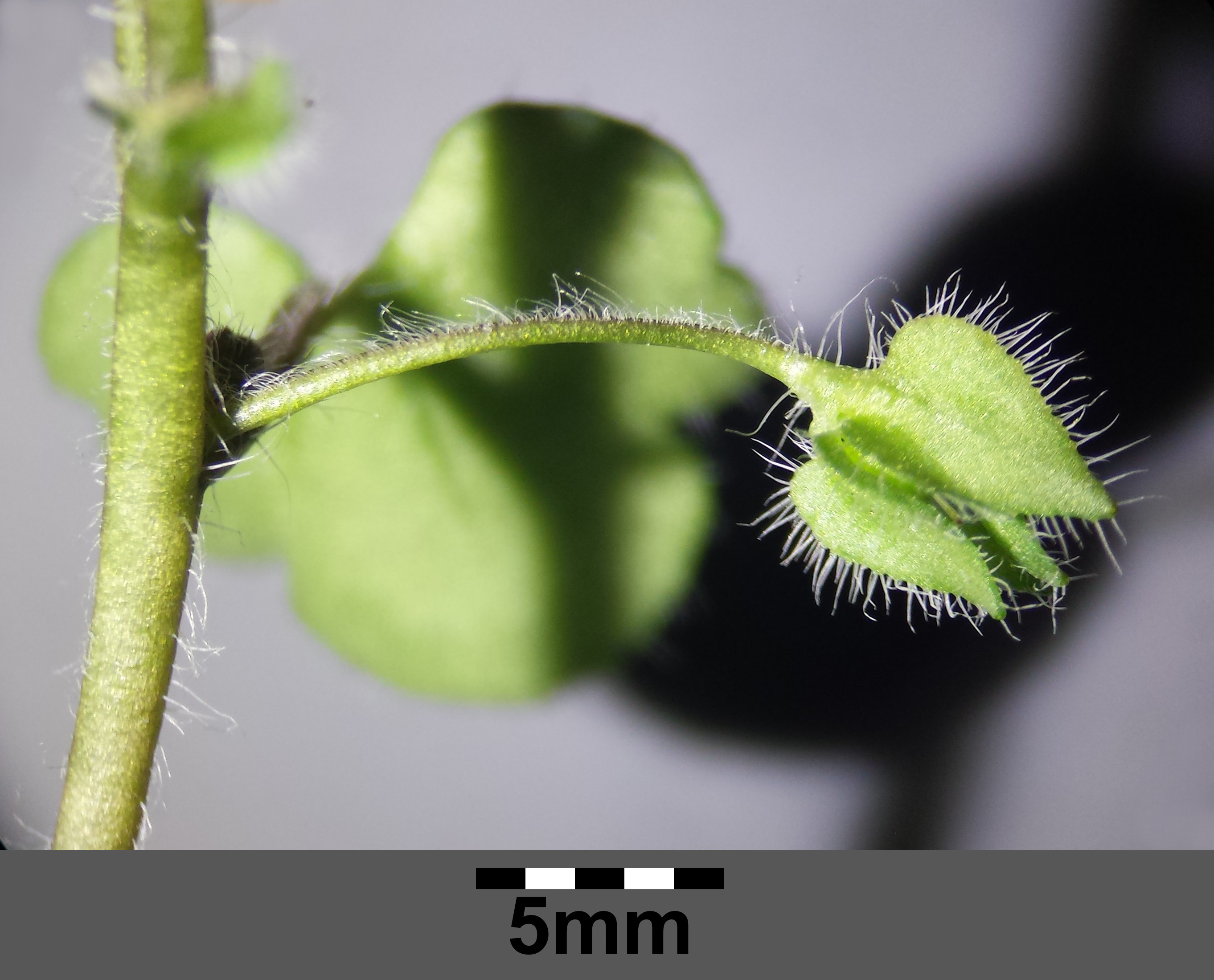
Szypułka z pojedynczym pasmem włosków
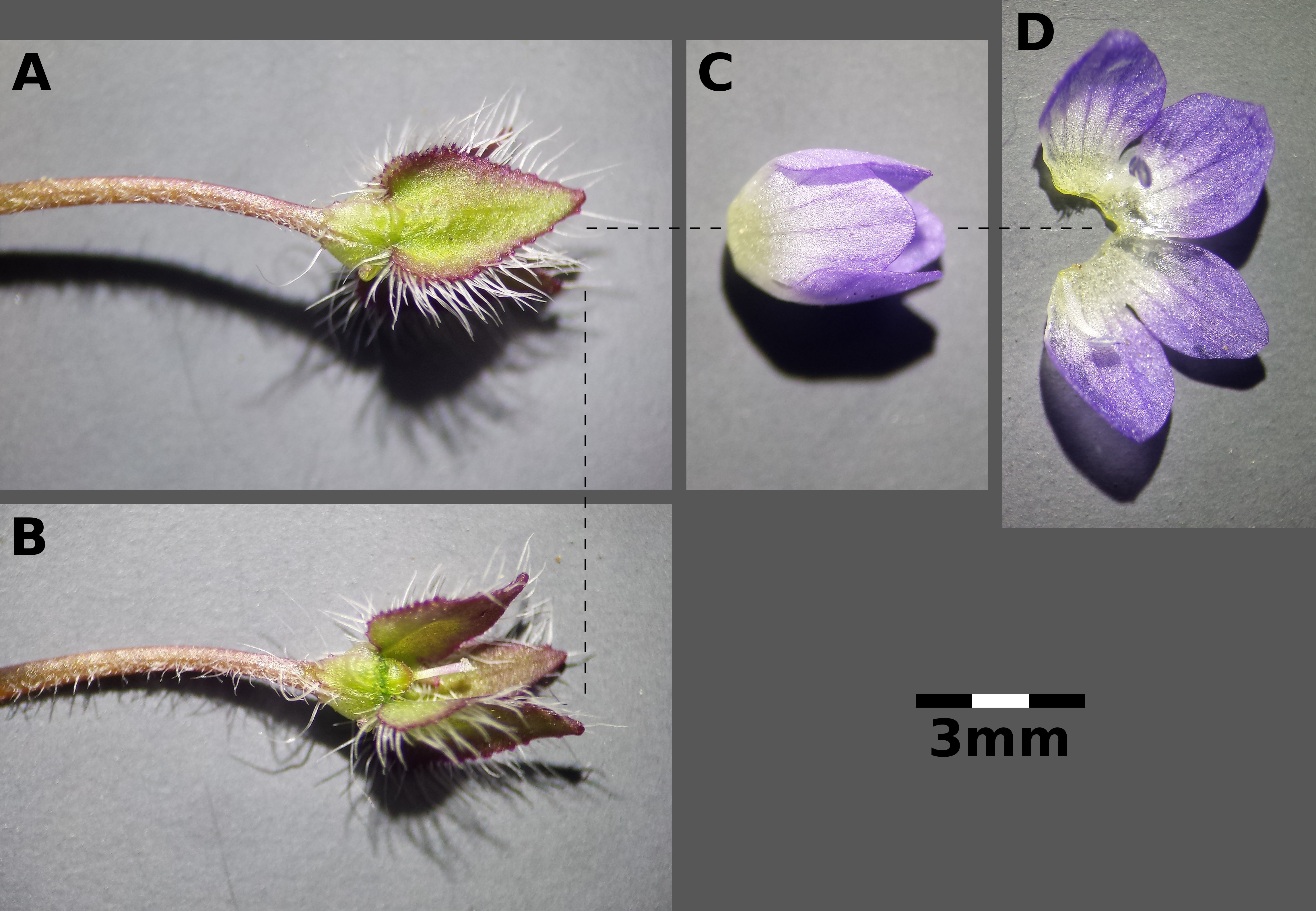
Kwiat
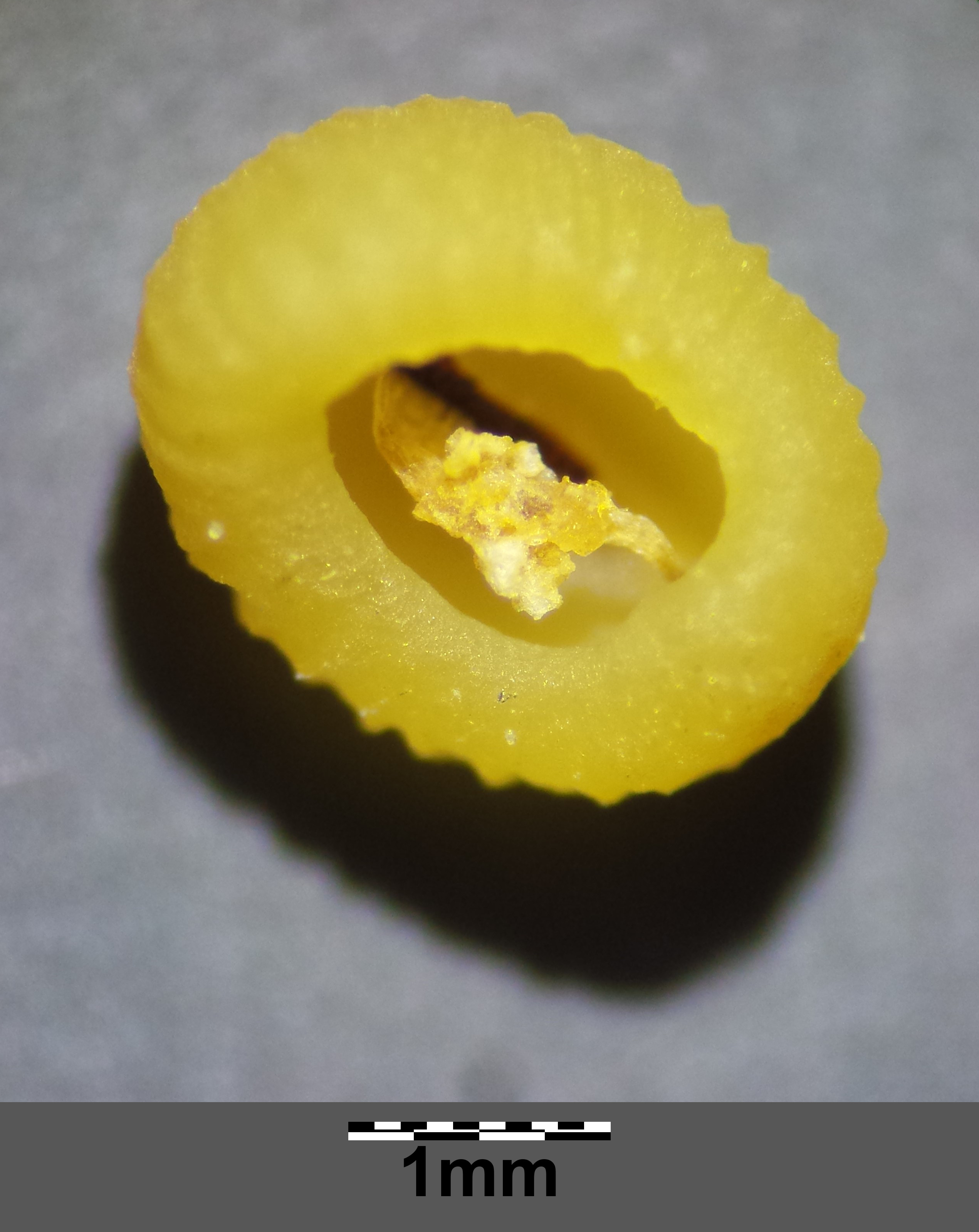
Nasiono z elajosomem

Gatunki podobne (drobne gatunki w ramach V. hederifolia aggr.)
Dwa gatunki o stosunkowo niewielkich zasięgach – V. sibthorpioides z Hiszpanii i Afryki północno-zachodniej oraz azjatycki V. stewartii wyróżniają się krótkimi szypułkami (nie dłuższymi od kielicha, osiągającymi do 5 mm) i drobnymi koronami, o płatkach krótszych od działek, jasnoniebieskich lub białawych.
Przetacznik blady V. sublobata ma jasne, cienkie liście, czasem z 7 klapami; szypułkę od 3,5 do 7 razy dłuższą od kielicha i poza pasmem krótkich włosków na powierzchni doosiowej pokrytą także dookoła luźnymi, dłuższymi włoskami; korona jest zwykle jaśniejsza – jasnoniebieska, liliowa do białawej, na płatkach znajdują się ciemniejsze żyłki, których jest zwykle nie więcej niż 16–19.
Przetacznik trójklapowy V. triloba ma ciemnozielone, grube i często tylko trójklapowe liście; szypułki kwiatowe są maksymalnie 2,5 raza dłuższe od kielicha, nagie poza pasmem krótkich włosków na powierzchni doosiowej; działki kielicha poza rzęskami na krawędzi mają powierzchnię mniej lub bardziej owłosioną; płatki korony są ciemnoniebieskie lub fioletowe z 20–22 ciemniejszymi żyłkami.

## Biologia
Rozwój
Roślina jednoroczna. Szczyt kwitnienia przypada od kwietnia do maja, ale czasem też zaczyna się w marcu i kończy w czerwcu. Kwiaty zapylane są przez owady, ale też są samopylne. Nasiona dojrzewają i wypadają z torebek w czerwcu. Rozprzestrzeniane są przez mrówki (myrmekochoria) z powodu wykształcania elajosomów (ciałek mrówczych), chętnie przez te owady zjadanych. W rozprzestrzenianiu gatunku rolę odgrywa też człowiek. Kiełkowanie indukowane jest przez schłodzenie nasion (spadek temperatur do 4–10°) i następuje głównie we wrześniu i październiku. Później jego intensywność spada i ponownie liczne nasiona kiełkują wiosną i późnym latem oraz jesienią kolejnego roku. Spadek temperatur poniżej 4° jak i wyższe temperatury wprowadzają nasiona w stan spoczynku. Ze względu na różne okresy kiełkowania roślina rozwijać się może zarówno jako ozima, jak i jara. W glebie nasiona zachowują zdolność do kiełkowania przez długi czas. Hipokotyl siewki jest gładki. Liścienie na ogonkach długości od 0,5 do 1,5 cm z wielokomórkowymi włoskami. Blaszka liścieni podługowato owalna z zaokrąglonymi lub uciętymi końcem i nasadą, długości od 1 do 1,3 cm. Pierwsze liście właściwe są naprzeciwległe, wraz z nimi wcześnie rozwijają się pąki boczne w kątach liścieni. Pierwsze liście osadzone są na ogonkach 3–7 mm długości, o blaszce jajowatej, długości 8–10 mm, karbowanej, na szczycie zaokrąglonej.
Cechy chemiczne
Gatunek w szerokim ujęciu V. hederifolia aggr. wyróżnia się specyficzną kompozycją irydoidów – rośliny te zawierają: aukubinę, katalpol i jego estry, amfikozyd, werminozyd oraz jonon – glukozyd megastigmanu.
Genetyka
Gatunek jest heksaploidem (liczba chromosomów 2n = 6x = 54) powstałym w wyniku skrzyżowania tetraploida (2x = 4x = 36) – przetacznika bladego V. sublobata – z diploidem (2n = 2x = 18) – przetacznikiem trójklapowym V. triloba (wcześniej zresztą przetacznik blady wyewoluował w wyniku poliploidyzacji przetacznika trójklapowego).

## Ekologia
Siedlisko

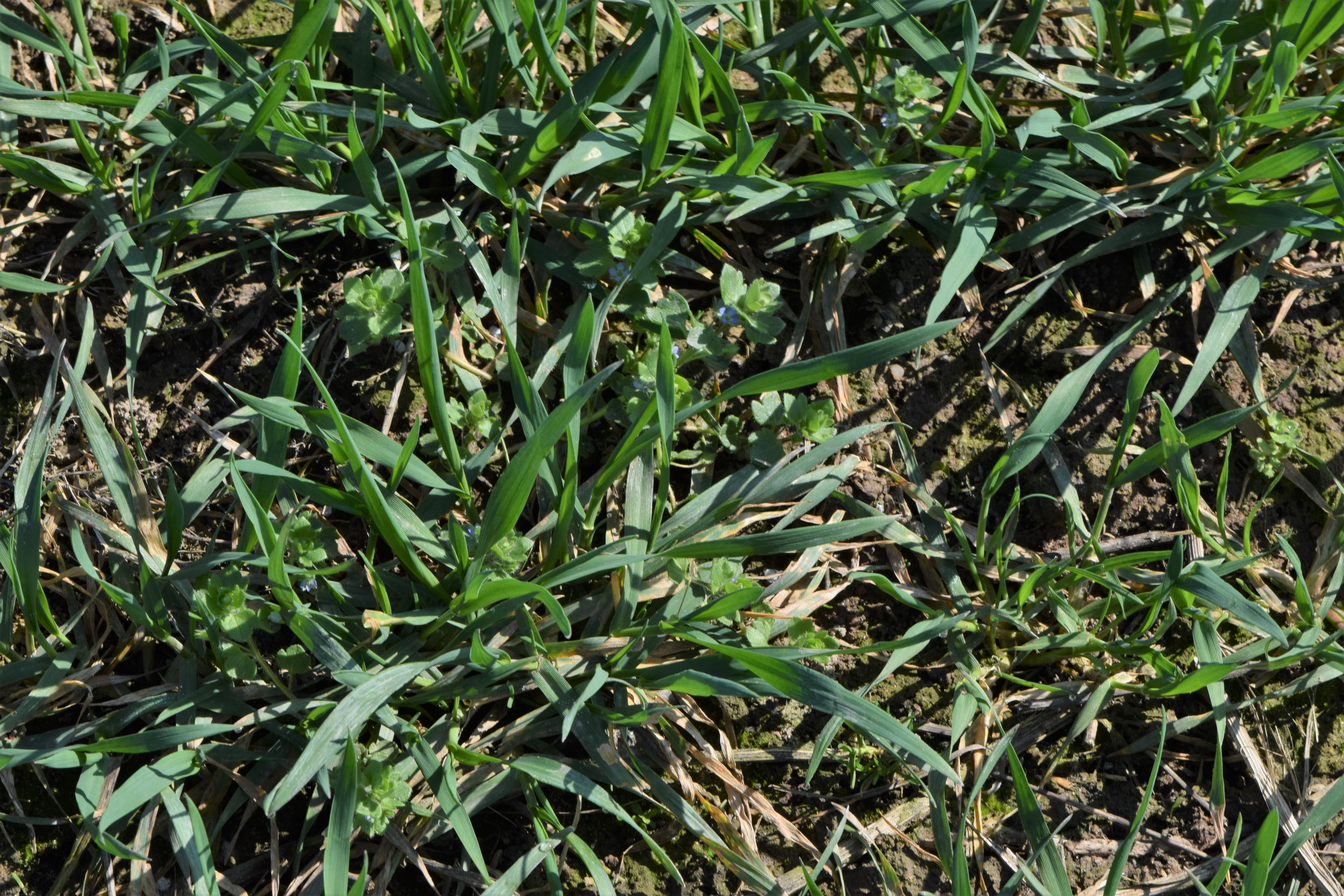
Przetacznik bluszczykowy jako chwast w oziminie

Gatunek w wąskim ujęciu V. hederifolia sensu stricto tak jak jest najszerzej rozprzestrzeniony spośród spokrewnionych drobnych gatunków, tak i cechuje się najszerszym spośród nich spektrum ekologicznym, przy czym preferuje miejsca nasłonecznione na glebach przepuszczalnych, w efekcie najczęściej spotykany jest na polach uprawnych, murawach i łąkach, na siedliskach ruderalnych i w ogrodach. Poza tym spotykany jest w lasach grądowych, zwykle na ich obrzeżach lub przy drogach. Jest rośliną światłożądną. Współwystępujące w Europie inne drobne, spokrewnione gatunki zajmują bardziej skrajne siedliska – przetacznik trójklapowy preferuje murawy kserotermiczne i obrzeża pól na glebach wapiennych, a przetacznik blady lasy, zarośla, cieniste siedliska ruderalne, ogrody i parki – na siedliskach otwartych, na polach rośnie stosunkowo rzadko. W Europie Środkowej wszystkie te taksony rosną na siedliskach niżowych, a w górach nie przekraczają 500–600 m n.p.m.
Na obszarach inwazji przetacznik bluszczykowy zasiedla rozmaite siedliska – lasy, tereny zieleni publicznej, przydroża i inne siedliska ruderalne, winnice, cieniste tereny skaliste i wydmy, w uprawach jest problematycznym chwastem zarówno w strefach klimatów umiarkowanych, jak i podzwrotnikowych.
Fitosocjologia i interakcje międzygatunkowe
W Europie Środkowej gatunek jest charakterystyczny dla związku zespołów Aphenion arvensis, a w jego obrębie wyróżnia zespoły chwastów upraw zbóż na glebach żyznych – Vicietum tetraspermae i Aphano-Matricarietum. Wymieniany jest także jako częsty w antropogenicznych zbiorowiskach okrajkowych dla wilgotnych i żyznych lasów liściastych ze związku Alliarion, przy czym w siedliskach takich częściej rośnie przetacznik blady V. sublobata.
W pędach przetacznika bluszczykowego żeruje niszczyk zjadliwy Ditylenchus dipsaci, na liściach mszyce Brachycaudus helichrysi, galasy na korzeniach tworzy guzak północny Meloidogyne hapla. Atakują je również owady minujące: Liriomyza strigata i Phytomyza crassiseta.
Rośliny porażane są przez takie grzyby jak: Schroeteria decaisneana, Discogloeum veronicae, Golovinomyces orontii, Podosphaera fuliginea (wszystko workowce), Puccinia isiacae (podstawczak) oraz grzybopodobne lęgniowce Peronospora arvensis, Peronospora sordida i Sorosphaerula veronicae (plazmodioforowe).
Z chorób wirusowych zarejestrowano w Bułgarii u tego gatunku infekcję wirusem ospowatości śliwy (plum pox virus oznaczany jako PPV, wywołujący ospowatość śliwy) objawiającą się pierścieniowatymi lub cętkowanymi jasnozielonymi lub żółtawymi plamami na liściach.

## Nazewnictwo
Naukowa nazwa rodzajowa Veronica używana jest od XVI wieku i ma niejasne pochodzenie. Powstać miała w wyniku zniekształcenia niezidentyfikowanej rośliny opisanej przez Pliniusza Starszego jako vettonica, ewentualnie nadana została na cześć świętej Weroniki. Nazwa gatunkowa hederifolia utworzona została od nazwy bluszczu i łacińskiego słowa folium znaczącego „liść”, co tłumaczyć można jako „bluszczowaty liść”.
Nazwą ludową używaną w odniesieniu do tej rośliny była „manna”. W piśmiennictwie gatunek znany jest tylko pod jedną nazwą – przetacznika (dawniej też przetarznika) bluszczykowego. Rzadko nazwa gatunkowa jest modyfikowana do postaci „bluszczykowaty” lub „bluszczykolistny”.

## Znaczenie użytkowe

### Chwast
Gatunek w uprawach zbóż, ale też i innych, uznawany jest za chwast. Zaliczany bywa do najbardziej szkodliwych w młodych zasiewach ze względu na wczesny wzrost i szerokie rozkładanie się pędów na ziemi. W innych jednak opiniach szkód wielkich nie czyni jako roślina krótkotrwała i mało konkurencyjna. Stosowanie herbicydów w uprawach polowych może prowadzić do zaniku wielu chwastów, ale zwiększania udziału gatunków na nie odpornych i właśnie przetacznik bluszczowaty bywa, że pojawia się masowo w takich sytuacjach.

### Roślina jadalna
Jako niepewny ocenia się przekaz Oskara Kolberga o tym, że w województwie lubelskim spożywano nasiona jak kaszę mannę. Wiejskie kobiety miały zbierać te rośliny w czerwcu i lipcu przed wschodem słońca i na przetakach je tłuc dla pozyskania nasion. Rzecz jest jednak o tyle prawdopodobna, że z innych źródeł wiadomo, iż roślina zwana była „manną”, a nasiona zbierane były przetakami i uznawane za biblijną mannę w wielu miejscach Polski południowej. Działo się tak sporadycznie po burzy, gdy gwałtowny opad w miejscach obfitego owocowania przetacznika, powodował, że miejscami gromadziło się wiele nasion (ludność wiejska uważała, że to manna, która spadała wraz z burzą z nieba).
Współczesne źródła określają gatunek jako niejadalny.

### Roślina lecznicza
Przetacznik bluszczykowy nie jest zwykle wymieniany wśród nielicznych leczniczych przedstawicieli swego rodzaju, ale zawiera jednak substancje biologicznie czynne. Ekstrakty wodne z tego gatunku (skuteczniejsze niż metanolowe) wykazują działanie przeciwzapalne polegające na neutralizowaniu wolnych rodników, co tłumaczone jest dużą zawartością flawonoidów i fenyloetanoidów. Ekstrakty z tego gatunku, zwłaszcza chloroformowe, wykazują działanie cytotoksyczne na komórki raka płaskonabłonkowego.